# پوند نیویورک

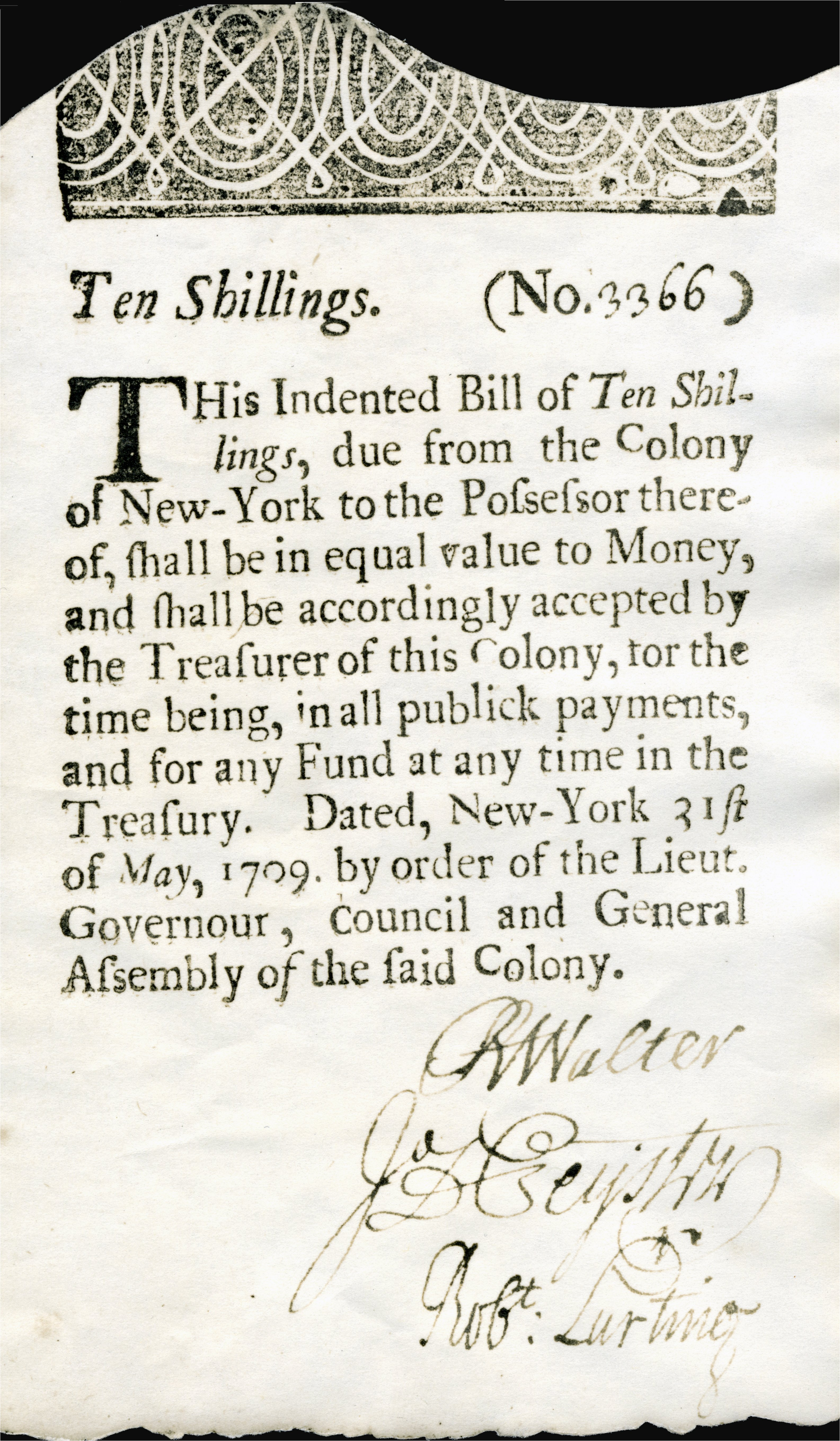
۱۰ شیلینگ استعماری استان نیویورک. شماره اول (۳۱ مه ۱۷۰۹) نیویورک.

پوند نیویورک تا سال ۱۷۹۳ یکای پول استان و ایالت نیویورک بود. در ابتدا سکه استرلینگ همراه با ارزهای خارجی دیگر در نیویورک رایج بودند. این اسکناس محلی از سال ۱۷۰۹ رایج شد. اگرچه این اسکناس بر حسب sd£ بود، اما ارزش آن کمتر از یک سوم پوند بود، و یک شیلینگ نیویورک برابر با ۸ استرلینگ بود.
ایالت نیویورک یکای پول قاره‌ای را به‌جای sd£ و دلار اسپانیا با ارزش ۱ دلار = ۸ شیلینگ منتشر کرد. این ارزش گذاری دلار اسپانیا به عنوان رتبه‌بندی یورک شناخته می‌شد. یکای پول قاره‌ای با دلار آمریکا با ارزش ۱۰۰۰ دلار قاره‌ای = ۱ دلار آمریکا جایگزین شد.